# Gemeiner Ohrwurm

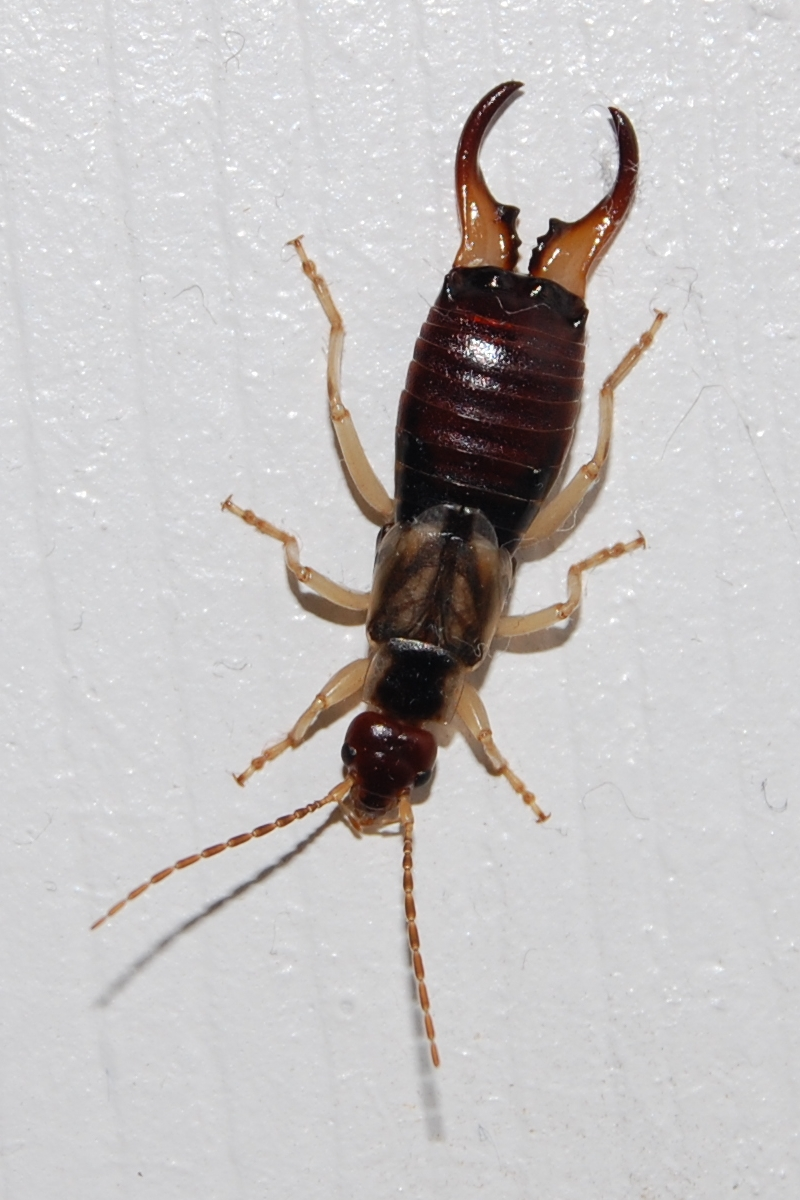
Ein männliches Exemplar

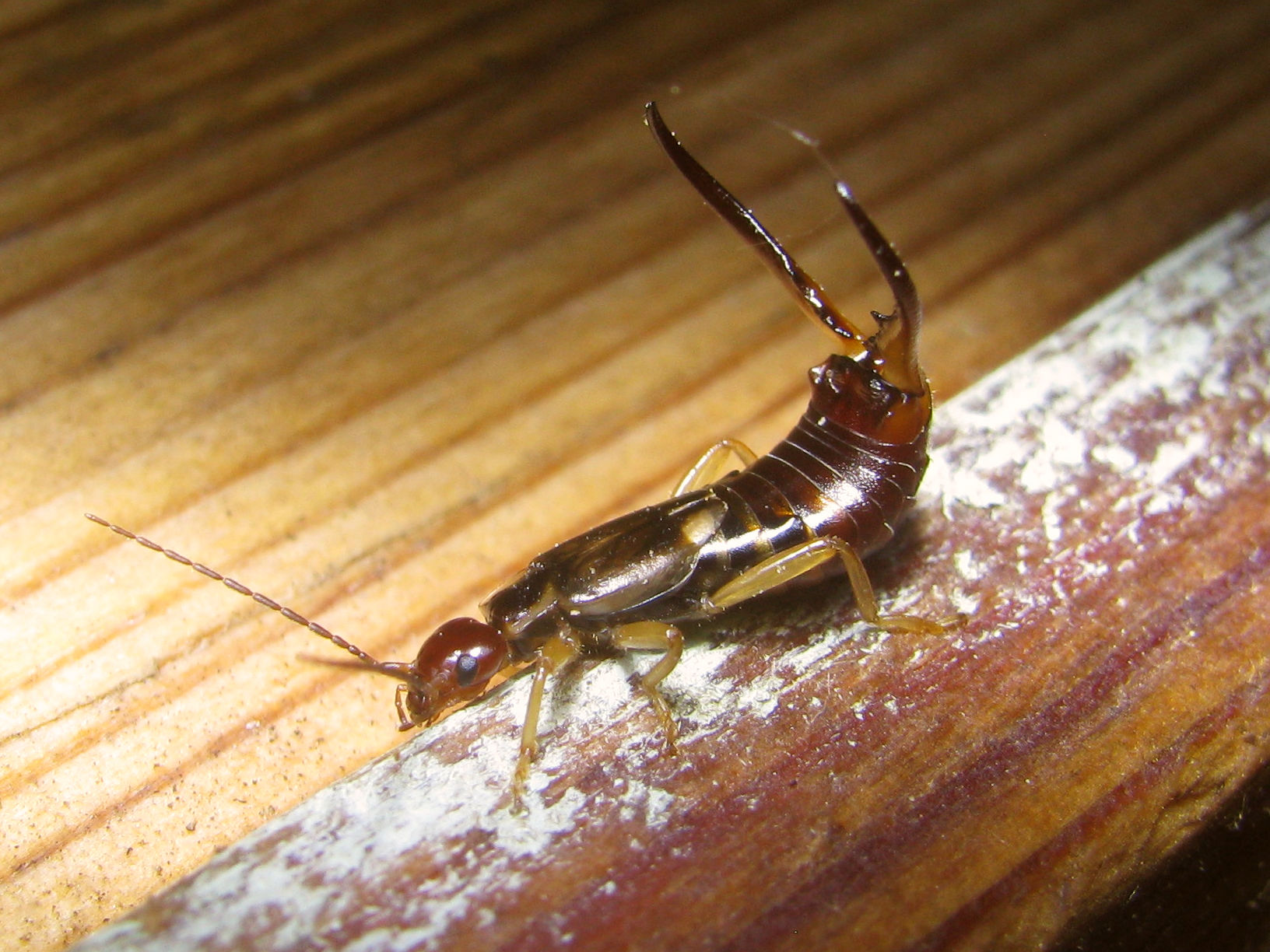
Ein Männchen in typischer Abwehrhaltung

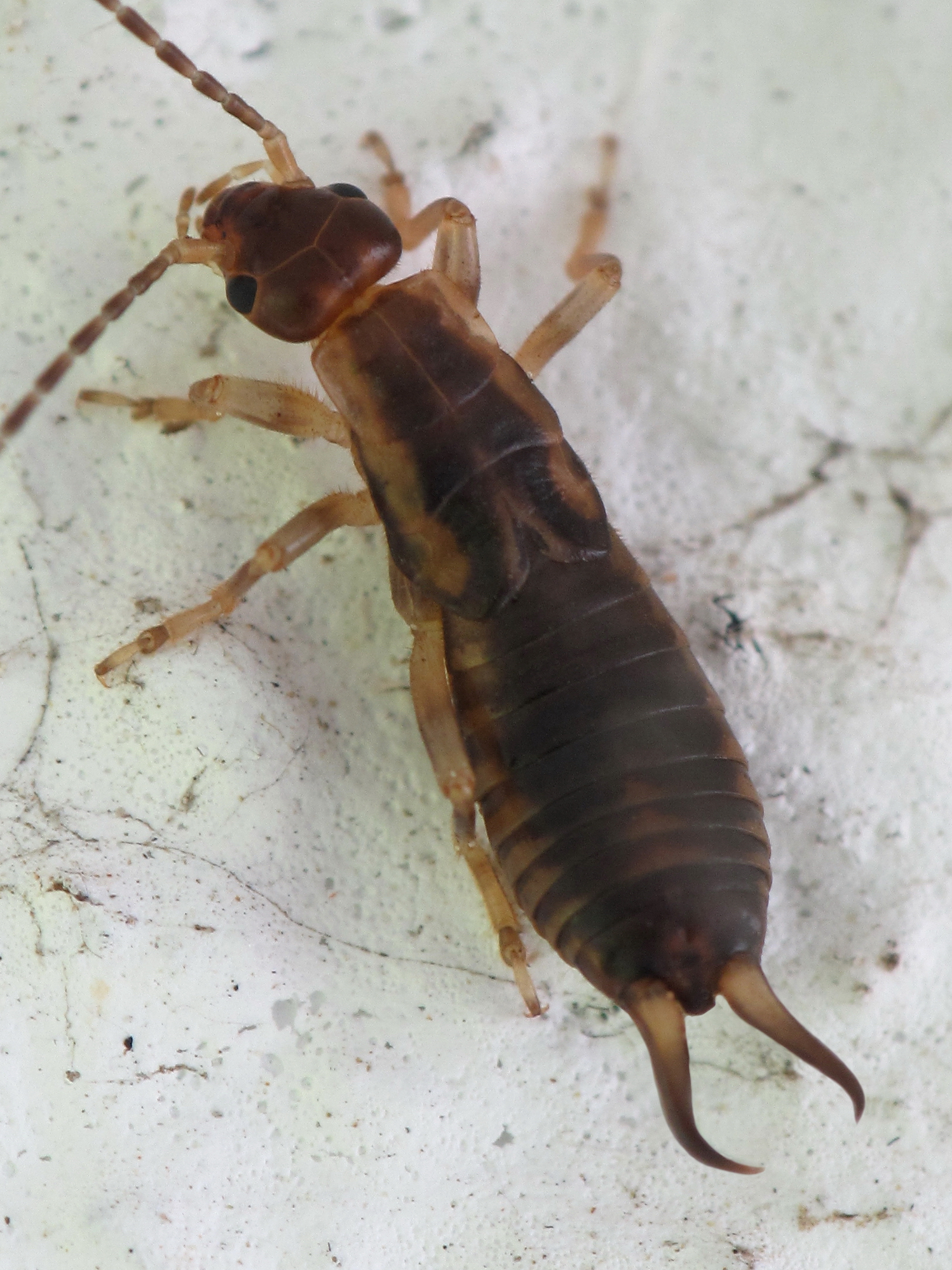
Eine L4-Nymphe

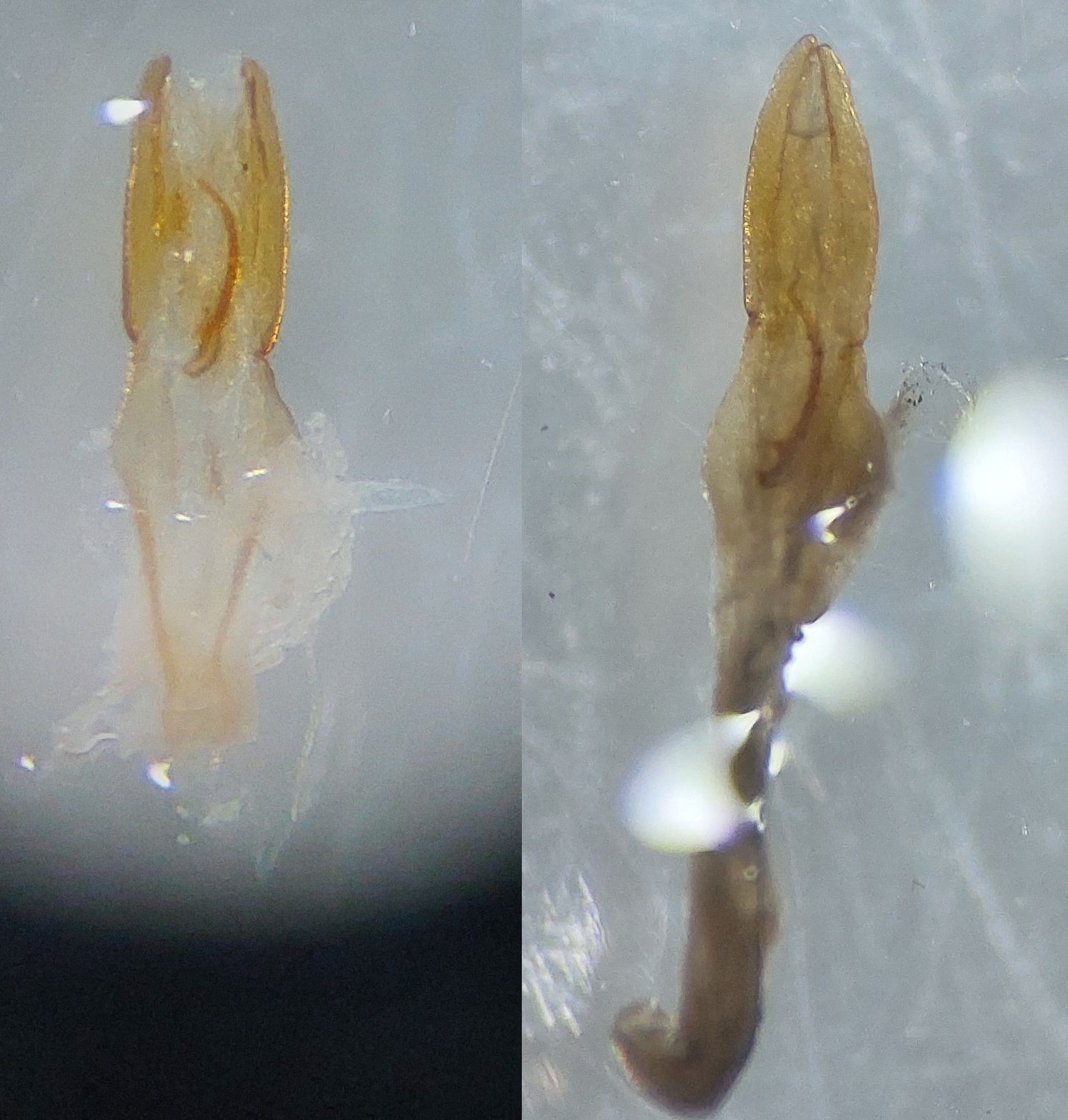
Männliche Genitalien

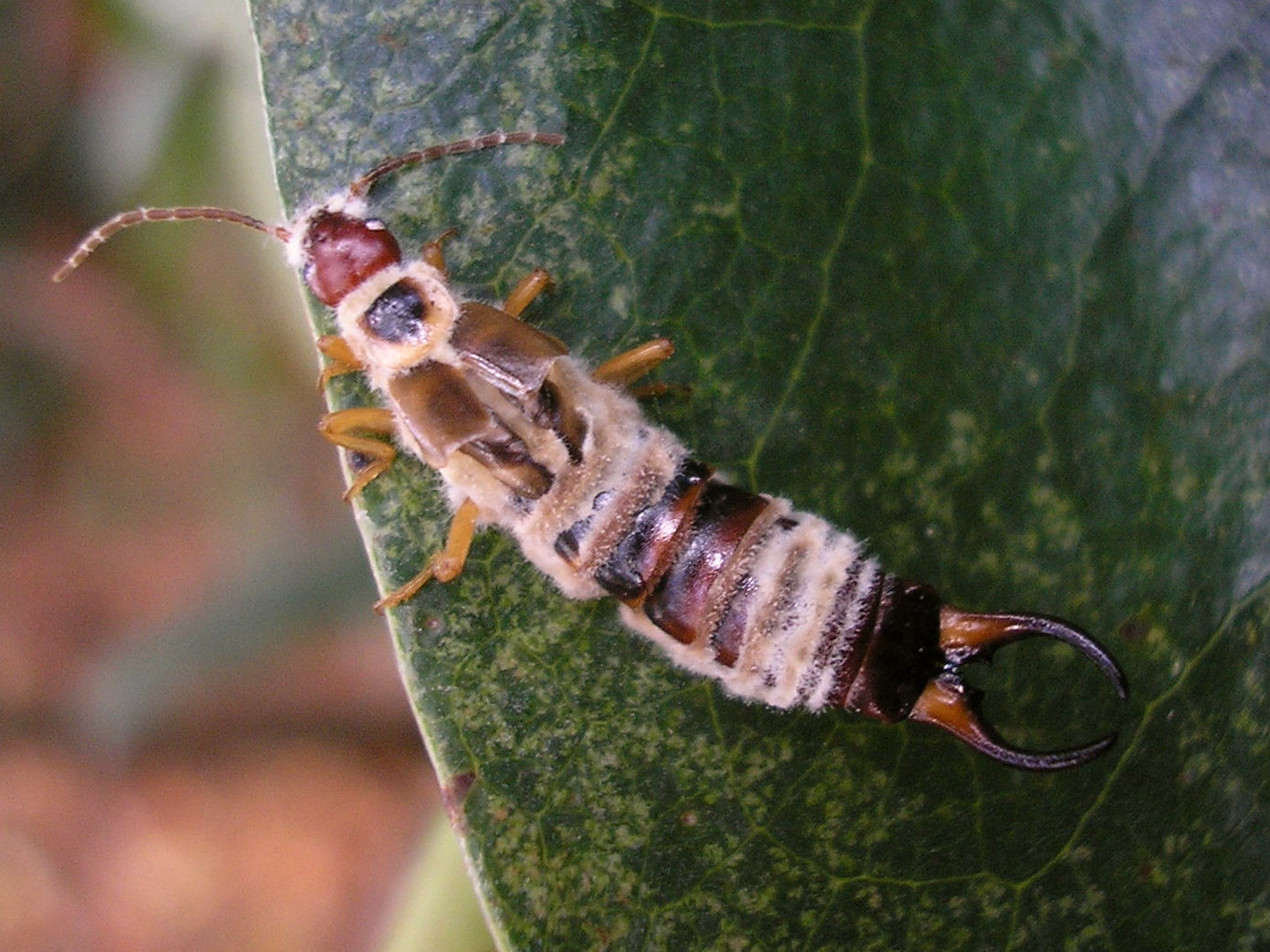
Manchmal findet man tote Exemplare, die von Pilzen bewachsen sind

Der Gemeine Ohrwurm (Forficula auricularia) ist ein Ohrwurm aus der Familie der Eigentlichen Ohrwürmer (Forficulidae). Ursprünglich war er im Großteil Europas beheimatet, wurde durch den Menschen aber in zahlreiche andere Regionen der Welt eingeschleppt. Dadurch ist er heutzutage beispielsweise in Nordamerika, Neuseeland, im Süden Australiens oder Teilen Südamerikas ebenfalls häufig zu finden. In Europa ist er die am weitesten verbreitete und häufigste Art der Ohrwürmer. Tatsächlich handelt es sich aber um einen Artenkomplex mehrerer nah verwandter Arten, wobei die abzuspaltenden Arten vor allem auf der Iberischen Halbinsel und in Nordafrika vorkommen, aber auch in anderen Teilen Westeuropas, Nordamerikas und Südamerikas.

## Merkmale
Der Gemeine Ohrwurm erreicht eine Körperlänge von 10–24 mm, einschließlich der Zange. Die meisten Exemplare sind etwa zwischen 14 und 17 mm lang. Der Kopf und das Abdomen sind dunkel rötlichbraun bis dunkelbraun gefärbt. Das Pronotum ist dunkelbraun gefärbt, mit hellbraunen bis gelblichen Seitenrändern. Die Elytren (Deckflügel) sind von einer ähnlich hellen Farbe. Die Hinterflügel, die zusammengefaltet unter den Elytren sitzen und in der Form von zwei Viertelkreisen unter diesen hervorragen, sind überwiegend sehr hell gefärbt, aber weisen auch braune Anteile auf. Anhand dieser sichtbaren Hinterflügel lässt sich die Art im Großteil Europas leicht von den meisten anderen Ohrwurm-Arten unterscheiden. Die Beine sind von gelblicher bis oranger Farbe. Die Antennen sind braun gefärbt und bestehen bei den adulten Tieren meist aus 13–14 Fühlergliedern. Allerdings werden in manchen Fällen zu viele Fühlerglieder ausgebildet oder es brechen welche ab, daher sind sie kein gutes Bestimmungsmerkmal. Bei den Nymphen ist die Anzahl der Fühlerglieder jedoch konstanter. Die Cerci am Hinterleibsende sind zu Zangen (Forceps) ausgebildet, die an der Basis heller und Richtung Spitze dunkelbraun gefärbt sind. Je nach Region und Individuum können sowohl Färbung als auch Form der Zangen leicht abweichen, so gibt es dunklere und hellere Tiere und Männchen mit sehr großen oder eher kleinen Zangen.
Die Zangen dienen zur Verteidigung, zum Ergreifen von Beute und als Hilfsmittel zum Entfalten der Flügel. Die Männchen benutzen sie auch bei der Paarung. Anhand der Form der Zangen lassen sich bei adulten Tieren leicht die Geschlechter unterscheiden: Die Männchen haben an der Basis breite Cerci, die stark bogenförmig gekrümmt sind, jedoch nur horizontal gekrümmt. Am basalen Teil sind ein oder zwei deutliche Zähne und manchmal weitere kleine Zähne an der Innenseite zu erkennen. Die Zangen der Weibchen sind kürzer, nur schwach gekrümmt und weisen keine Zähne auf.
Die Nymphen erkennt man daran, dass sie noch keine voll entwickelten Flügel (Elytren + Hinterflügel) besitzen. Ihr Körper ist kurz behaart, die Zangen kahl. Der Kopf ist hell- bis graubraun und die Augen schwach dreieckig. Sie durchlaufen vier Larvalstadien bis zur Imago. Im L1-Stadium sind sie etwa 6 mm lang, besitzen 8 Antennenglieder und das Pygidium ist flach dreieckig und apikal abgerundet. Im L2-Stadium sind sie 7,5–8,5 mm lang, besitzen 10 Antennenglieder und das Pygidium ist flach dreieckig. Im L3-Stadium sind sie etwa 10,5 mm lang, besitzen 11 Antennenglieder und die Anlagen der Alae (Flügel) sind hinten ausgebuchtet und ungeädert. Im L4-Stadium sind sie 11–14 mm lang, besitzen 12 Antennenglieder und die Anlagen der Alae sind apikal zugespitzt und fächerartig geädert. Anhand der Flügelknospen und des typischen gelbbraunen Musters auf dem Thorax lassen sich die L3- und L4-Larven gut im Feld bestimmen. Eine Geschlechtsbestimmung ist bei den Nymphen äußerlich nicht möglich. In Mitteleuropa sind die Nymphen von März bis Juli zu finden.
Ähnliche Arten
In Mitteleuropa ist die Art äußerlich unverwechselbar, wird von Laien jedoch trotzdem häufig fehlbestimmt, da das Wissen um ähnliche Arten fehlt. Vom Gebüschohrwurm (Apterygida albipennis) lässt sich die Art durch die Hinterflügel unterscheiden. Diese fehlen beim Gebüschohrwurm, an die gerade Hinterkante der Elytren folgt das Abdomen. Ansonsten sind beide Arten sehr ähnlich gefärbt, wobei das Pronotum von A. albipennis vollständig hell gefärbt ist. Die Männchen unterscheiden sich in der Form der Zangen. Zudem besitzt der Gebüschohrwurm meist etwas weniger Antennenglieder, deutlicher kontrastierende Drüsenfalten und ist kleiner. Der Waldohrwurm (Chelidura acanthopygia) besitzt weder Hinterflügel, noch voll entwickelte Elytren. Diese sind nur rudimentär als Schuppen vorhanden. Zudem unterscheidet sich die Form der männlichen Zangen und die Färbung – insbesondere der Kopf der Männchen ist stärker orange. Der Kleine Ohrwurm (Labia minor), der Sandohrwurm (Labidura riparia) und der Zweipunkt-Ohrwurm (Anechura bipunctata) unterscheiden sich deutlich, obwohl auch sie Hinterflügel besitzen. In Süd- und Westeuropa kann die Art von Forficula lesnei und Forficula decipiens wie beim Gebüschohrwurm durch die vorhandenen Hinterflügel unterschieden werden. Zudem unterscheidet sich die Basis der männlichen Zangen. In Südosteuropa unterscheidet sich Forficula smyrnensis durch die gelben Flecken dieser Art. Forficula tomis in Osteuropa wird deutlich größer, besitzt keine Hinterflügel und auch hier unterscheiden sich die männlichen Zangen. Die L4-Nymphen können mit ihren Flügelknospen am ehesten mit Nymphen des Sandohrwurms verwechselt werden, hier ist aber auf die Anzahl der Antennenglieder und die Färbung zu achten. Die Bestimmung jüngerer Nymphen ist schwieriger, ebenso die Bestimmung der Weibchen außerhalb von Mitteleuropa. Der Gelbliche Ohrwurm (Forficula lurida) aus Südosteuropa und Westasien ähnelt dem Gemeinen Ohrwurm sehr stark. Die Zangen der Männchen besitzen jedoch eine längere Basis, die an Forficula decipiens erinnert. Auch Forficula vicaria aus Ostasien ähnelt der Art sehr stark, hier gibt es nur feine Unterschiede in der Zangenbasis der Männchen und der Form der proximalen Antennenglieder.

## Vorkommen
Der Gemeine Ohrwurm kam ursprünglich nur in Europa vor, wurde aber Anfang des 20. Jahrhunderts in Nordamerika eingeschleppt und ist mittlerweile auch dort weit verbreitet. In Europa ist der Artkomplex fast überall zu finden, Ausnahmen sind Fennoskandinavien nördlich des 64. Breitengrades und Island. Nach Osten ist die Art bis Südwestasien, den Kaukasus und Sibirien (östlich etwa bis in die russische Oblast Kemerowo) verbreitet. In Nordamerika ist die Art von der Pazifikküste im Westen bis zur Atlantikküste im Osten verbreitet sowie vom Süden Kanadas im Norden bis in den Norden Mexikos im Süden. Darüber hinaus gibt es Verschleppungen in weitere Gebiete der Welt, wie Neuseeland, Australien, Südamerika und andere.
Der Gemeine Ohrwurm ist eine extrem euryöke Art, das heißt, er kommt mit einer Vielzahl verschiedener Umwelteinflüsse zurecht. Man findet die Art in zahlreichen Lebensräumen, von Wäldern und Wiesen bis hin zu Gärten und urbanen Bereichen. Außerdem werden vom Flachland bis in Gebirge viele Höhenzonen besiedelt. Diese Anpassungsfähigkeit hat ihn zum mit Abstand am weitesten verbreiteten und häufigsten Ohrwurm der Holarktis gemacht.
Man findet die Art fast überall, wo sie geeignete Verstecke findet, wie z. B. unter Laub, in Ritzen und Spalten, unter Rinde und Totholz, unter Steinen, in heruntergefallenen Früchten (z. B. gerne in Gängen des Apfelwicklers) und ähnlichen Orten.

## Lebensweise
Die nachtaktiven Tiere können fliegen, tun dies aber sehr selten. Sie ernähren sich omnivor sowohl von pflanzlicher als auch von tierischer Nahrung. Sie fressen Pflanzenteile, Früchte und Samen, andere Wirbellose und Detritus. Obwohl sie Schäden z. B. an Getreide und anderen Pflanzen anrichten können, werden sie als nützlich betrachtet, da sie eine Vielzahl verschiedener Schadinsekten, wie z. B. Blattläuse und deren Eier fressen. Der Gemeine Ohrwurm wird deswegen auch in der Biologischen Schädlingsbekämpfung eingesetzt. Seit 2007 entwickelt sich der Gemeine Ohrwurm zum Problemschädling in reifenden Weintrauben und Pfirsichen und gelangt so in größerer Anzahl ins Erntegut. Bisher gibt es keine Bekämpfungsmöglichkeiten.
Zur Abwehr können die Tiere aus Drüsen am Hinterleib ein Wehrsekret versprühen, dessen Geruch an Ammoniak erinnert. Dieses Sekret ist zudem antibakteriell, antimykotisch und nematozidisch. Während die adulten Tiere aus den Drüsen am dritten und vierten Abdominaltergit die Substanz absondern, kommen bei den Nymphen paarige Drüsen am Pygidium zum Einsatz. Ihr Wehrsekret enthält unter anderem 2-Methyl-1,4-Benzochinon, 2-Ethyl-1,4-Benzochinon, n-Tridecan und n-Pentadecan. Es bietet einen wirkungsvollen Schutz gegen Ameisen der Art Myrmica rubra, nicht jedoch gegen Spinnen.
Die Raupenfliege Triarthria setipennis (Ohrwurm-Raupenfliege) tritt als Parasit bei F. auricularia auf. Dabei leben die Larven als Parasitoide in verschiedenen Ohrwürmern.

## Entwicklung
Die Weibchen legen ca. 50–90 etwa 1,5 mm lange Eier, sowohl im Frühjahr, als auch im Herbst in unterirdisch angelegte Bodennester. Das Weibchen verharrt in einem der Dormanz ähnlichen Zustand im Nest, bis die Larven geschlüpft sind. An der Frühjahrsgeneration wird sogar Brutpflege betrieben, das Weibchen reinigt die Eier ständig und schützt sie so vor Pilzbefall und Parasiten. Nach dem Schlupf der Larven stirbt es und wird von diesen gefressen. Die Larven häuten sich in dieser Zeit vier- bis fünfmal. Die Überwinterung erfolgt im Erwachsenenstadium in geschützten Verstecken, wie z. B. unter Rinde, in Spalten, unter Laub und zwischen Holzstücken.
Die Tiere können ganzjährig gefunden werden, die meisten Nachweise gelingen aber zwischen März und November. In Mitteleuropa kann man die Nymphen von März bis Juli finden, die früheren Nymphenstadien von März bis Mai und die späteren Nymphenstadien vor allem von Mai bis Juli. Vor allem im Juni können dabei die charakteristischen L4-Nymphen gefunden werden, in kühleren Regionen eher im Juli. Bei den Populationen auf der Südhalbkugel werden die meisten Tiere im Winter, dem Südsommer, gefunden. Bei südlichen Populationen der Nordhalbkugel treten Nymphen auch schon Ende des Winters auf und entwickeln sich früher als Tiere nördlicherer Regionen. Exakte Monate der Nymphenstadien lassen sich also immer nur lokal bestimmen, aber nicht für die Art an sich.

## Bilder

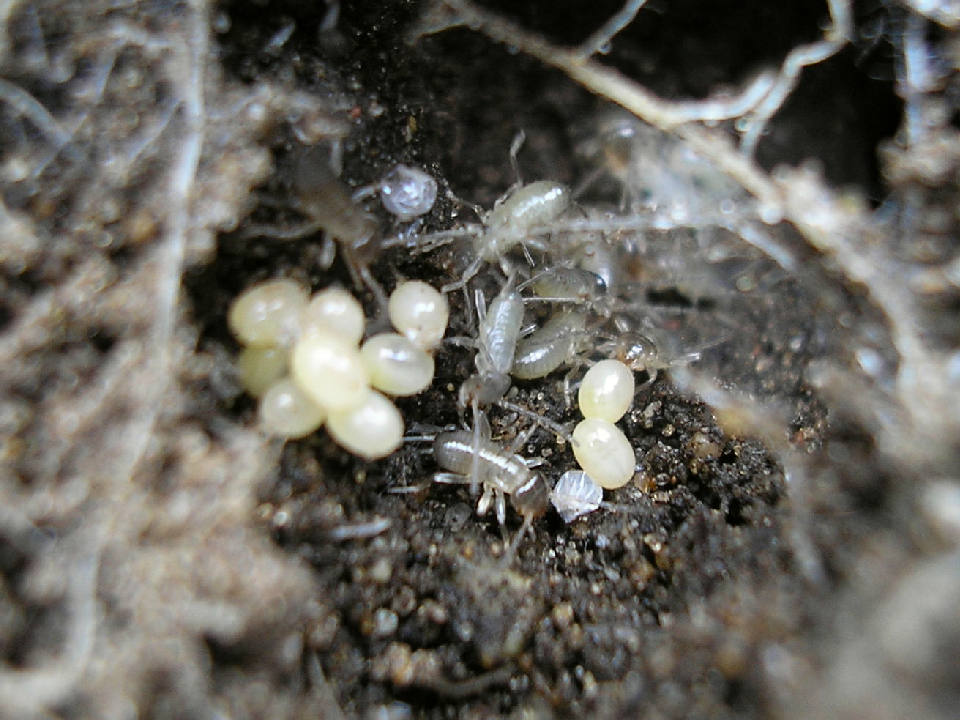
Schlüpfende Larven
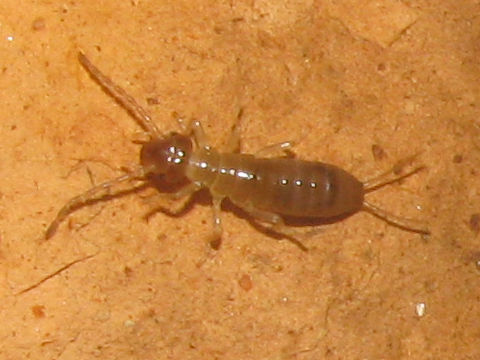
Eine Nymphe im ersten Stadium (L1)
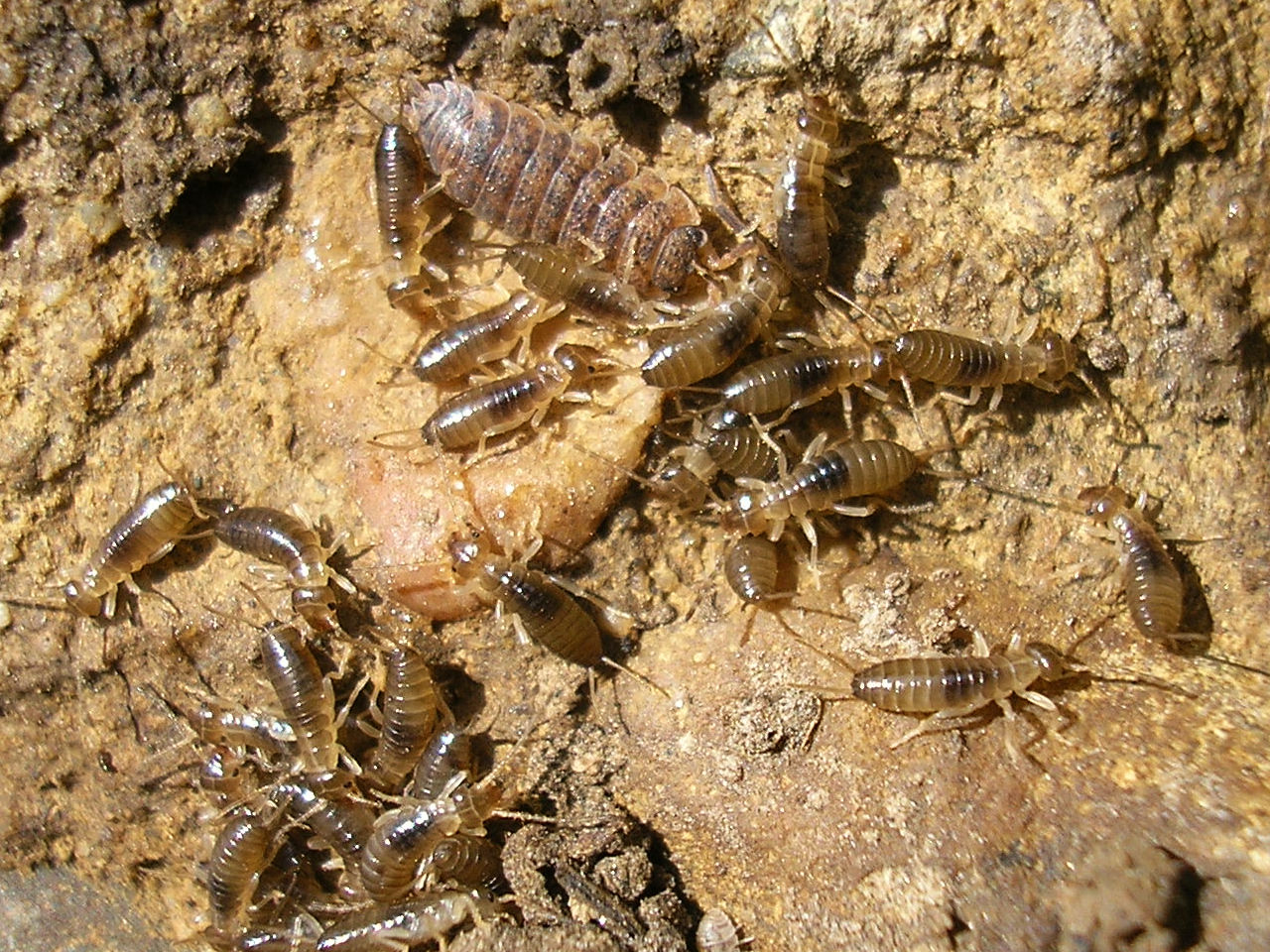
Kinderstube mit L1-Nymphen. Ebenfalls zu sehen ist eine Landassel der Gattung Trachelipus
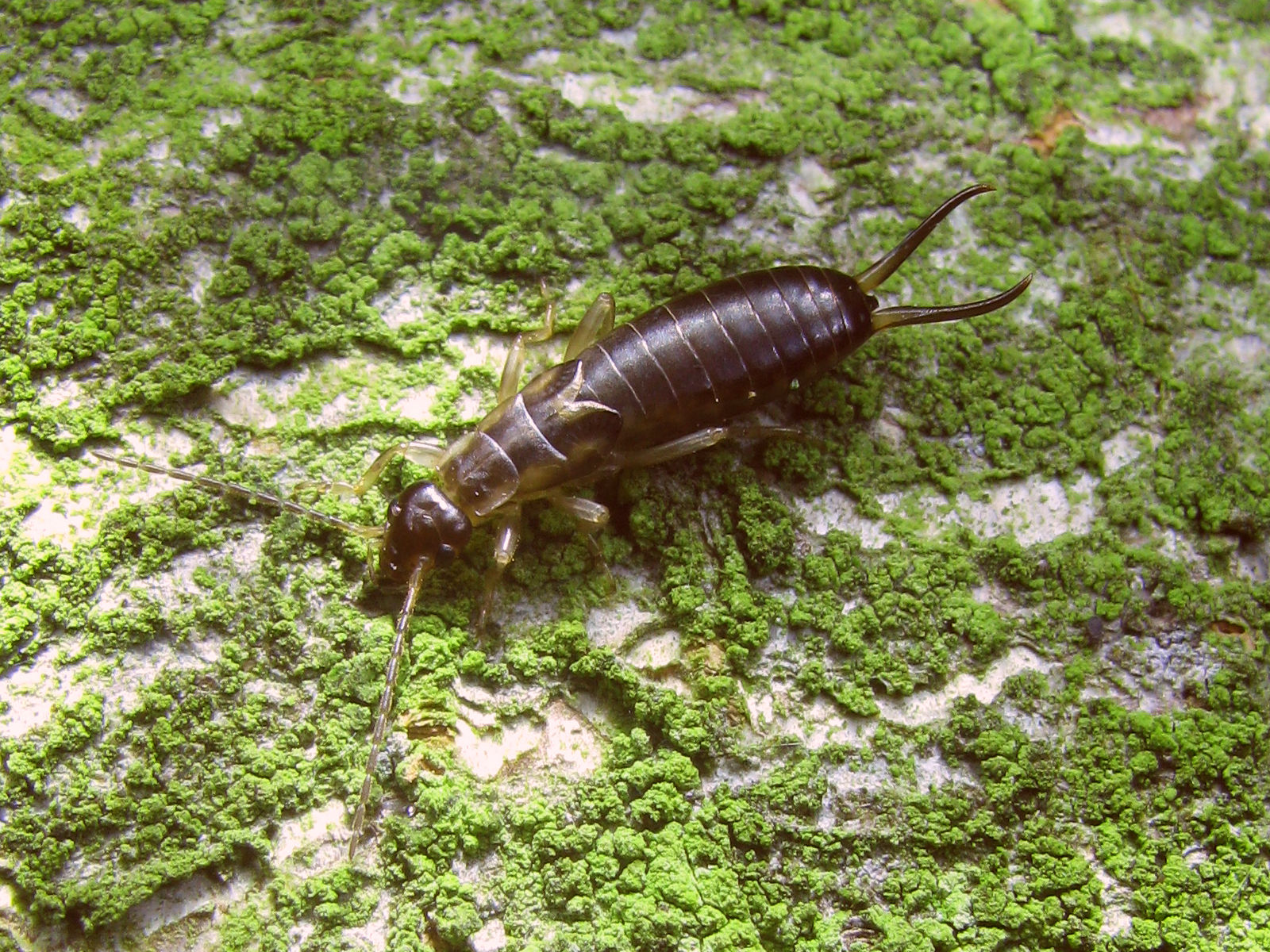
Eine Nymphe im vierten und letzten Stadium (L4) = subadultes Tier
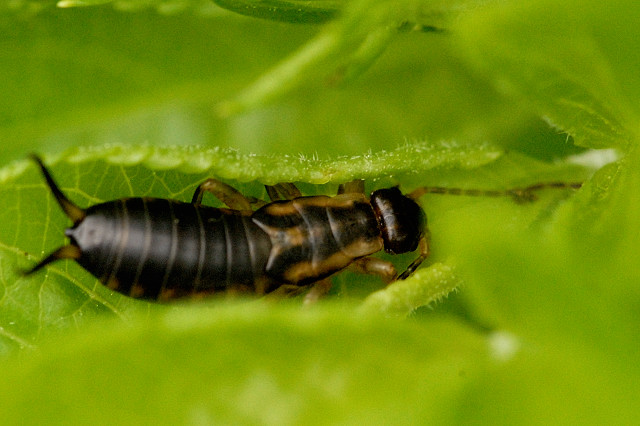
Eine weitere L4-Nymphe. Auffällig sind die gelben Streifenmuster und die deutlichen Flügelansätze
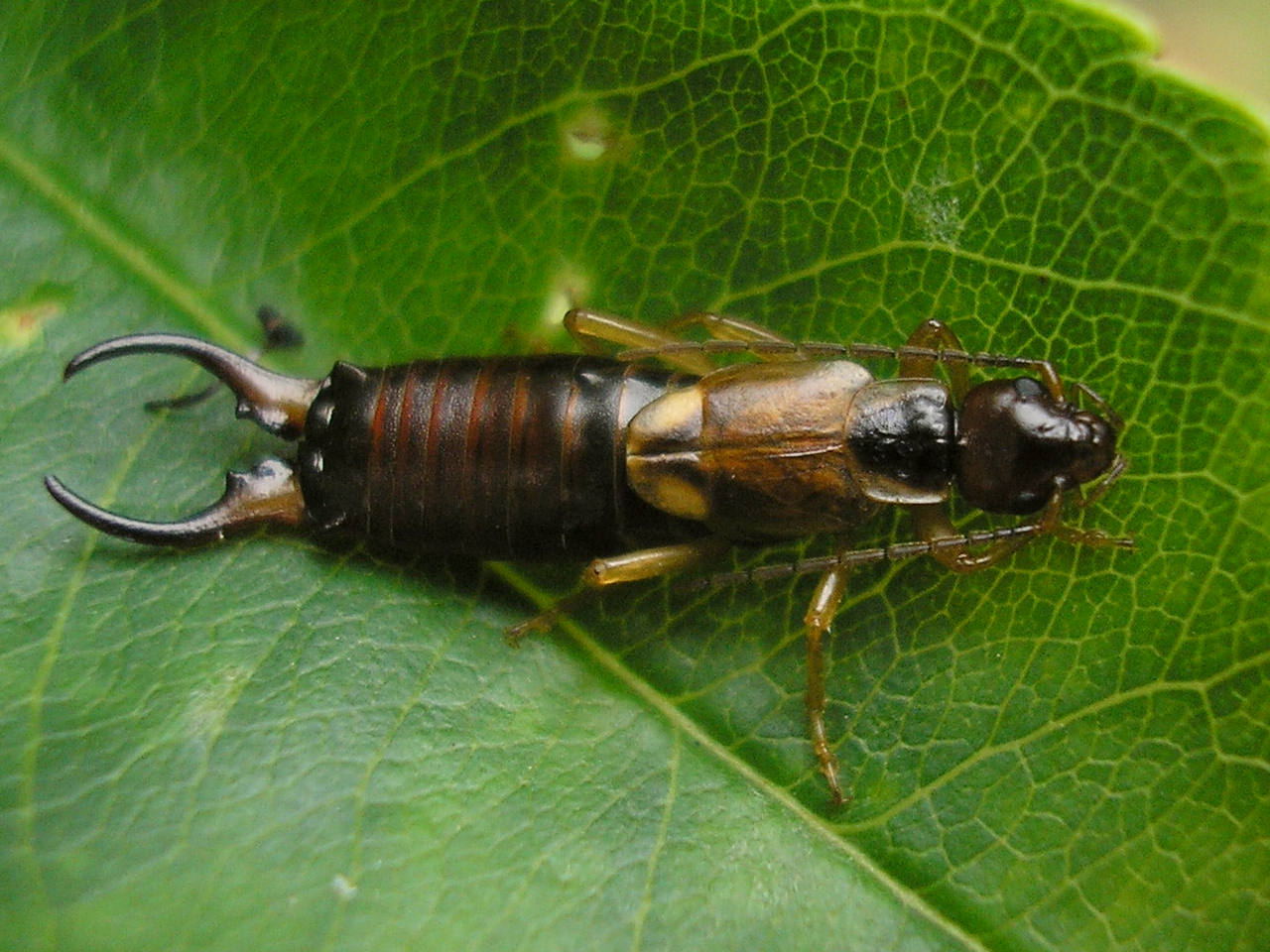
Männchen mit kleiner Zange
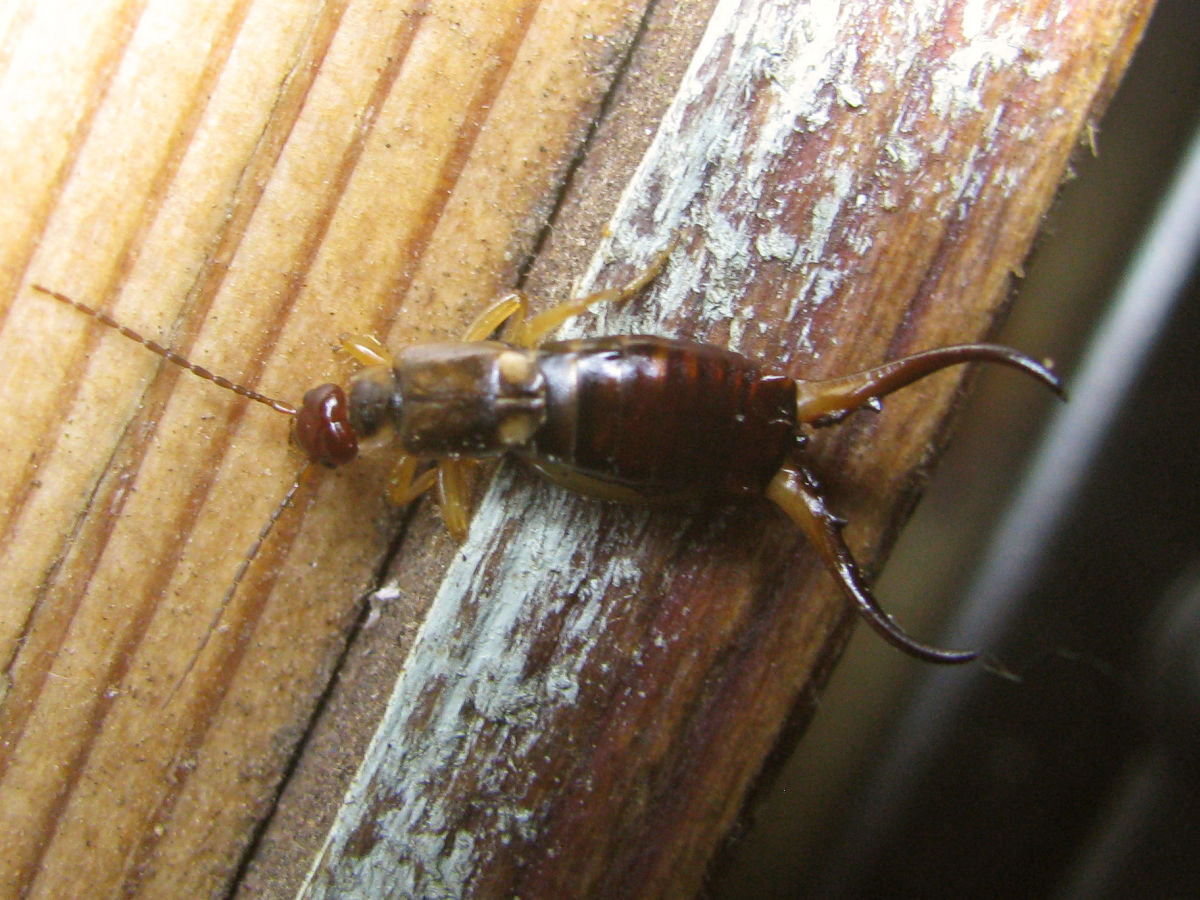
Männchen mit großer Zange
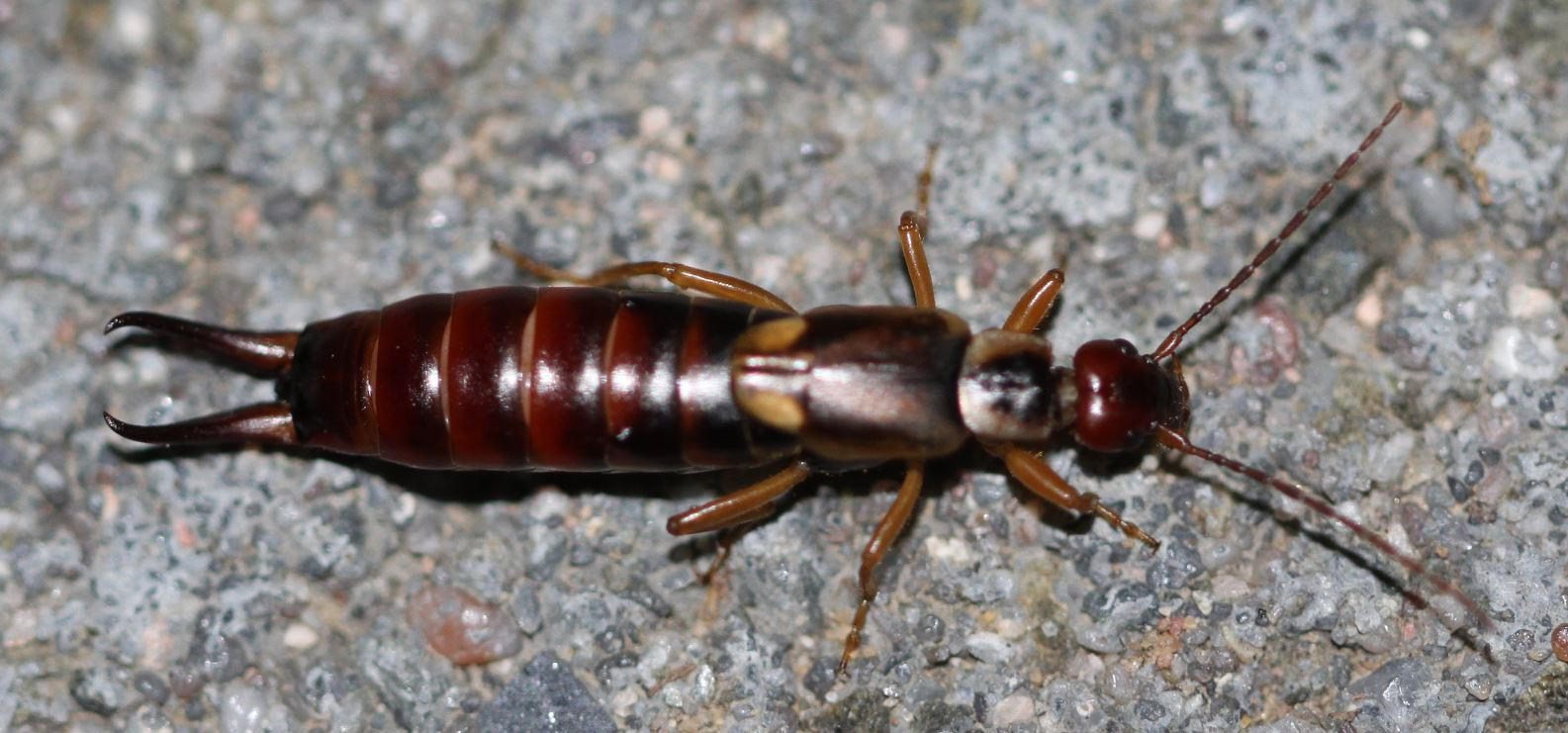
Weibchen, Dorsalansicht
- Beim Fressen an Schafgarbe

## Taxonomie
Die Art wurde 1758 von Carl von Linné in seiner Systema Naturae erstbeschrieben. Synonyme der Art lauten Forficula dentata Fabricius 1775, Forficula parallela Fabricius 1775, Forficula bipunctata Petanga 1789, Forficula media Marsham 1802, Forficula neglecta Marsham 1802, Forficula infumata von Mühlfeld 1825, Forficula borealis Leach 1835, Forficula forcipata Stephens 1837, Forficula caucasica Kolenati 1846 und Forficula silanoides Karny 1911.
Genetische Analysen konnten zeigen, dass es sich bei Forficula auricularia in Wahrheit nicht um eine Art, sondern einen Artenkomplex mehrerer nahe verwandter Arten handelt. So kommt in Portugal, Spanien, Frankreich und Großbritannien Forficula dentata vor und in Spanien und Marokko Forficula mediterranea und Forficula aeolica. Von den Pyrenäen an nordöstlich kommt auch Forficula auricularia vor. Forficula aeolica lässt sich auch morphologisch unterscheiden, bei dieser Art ragen die Hinterflügel nur als kleine Schuppen unter den Elytren hervor und der dunkle Fleck in der Mitte des Pronotums ist zum Ende hin deutlich verschmälert. Die übrigen drei Arten sind äußerlich quasi nicht unterscheidbar, zeigten in Analysen jedoch morphometrische Unterschiede. Da die Verbreitungsgrenzen noch wenig erforscht sind und auch die Studie teilweise angezweifelt wird, sollte man, sofern keine DNA-Barcodes vorliegen, lieber vom Artkomplex sprechen, wenn man Individuen vom Gemeinen Ohrwurm definiert.